# Zeynəb Xanlarova

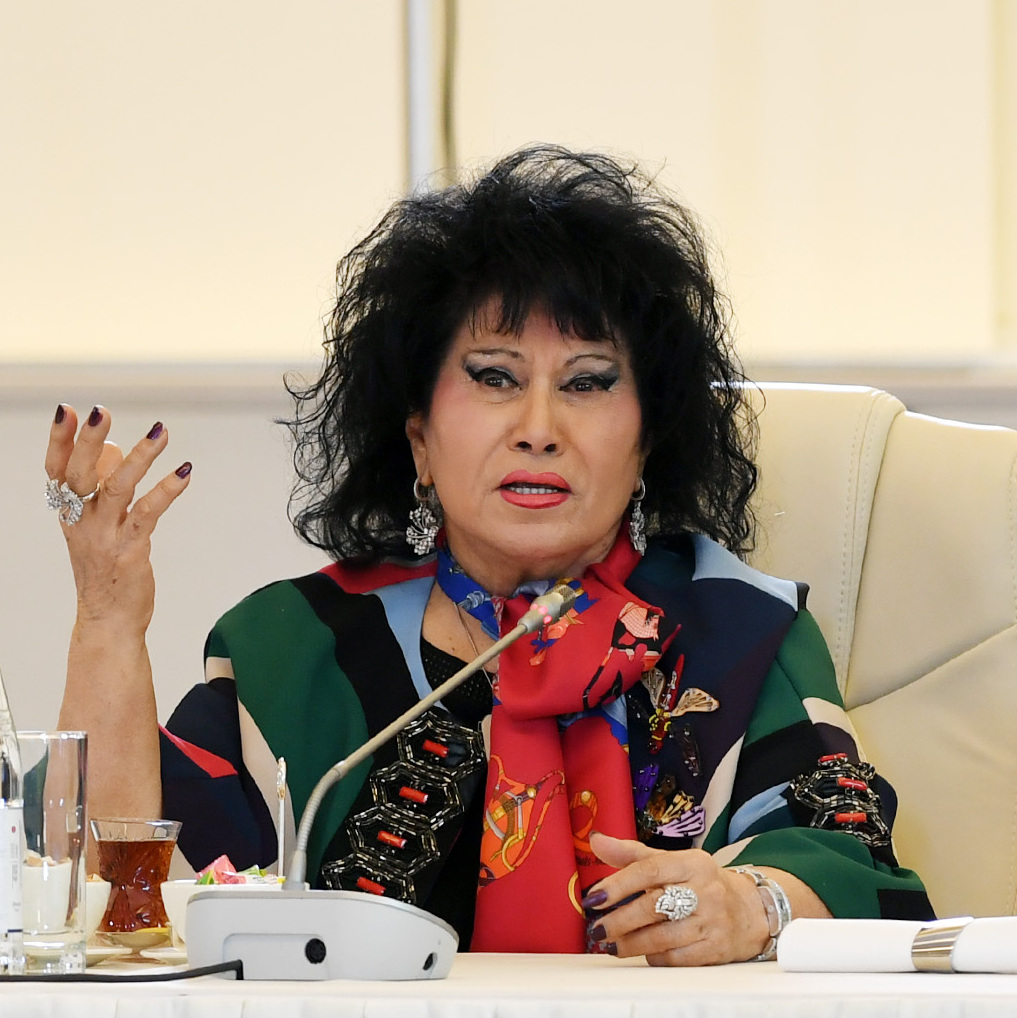
Zeynəb Xanlarova (2019)

Zeynəb Yəhya qızı Xanlarova (* 28. Dezember 1936 in Baku, AsSSR) ist eine aserbaidschanische Sängerin (Sopran) und Politikerin.

## Leben
Zeynəb Xanlarova wurde am 28. Dezember 1936 in Baku als jüngstes von fünf Kindern geboren. Sie besuchte die Pädagogische Schule in Baku, wo sie 1956 ihren Abschluss machte. Im Anschluss studierte sie am Musikkolleg des Aserbaidschanischen Nationalkonservatoriums Asəf Zeynallı, wo sie 1961 ihren Abschluss machte. In der Folge wurde sie Solistin am Aserbaidschanischen Staatlichen Akademischen Opern- und Balletthaus.
Xanlarova war Abgeordnete im Obersten Sowjet der Aserbaidschanischen Sozialistischen Sowjetrepublik bei dessen elfter und zwölfter Versammlung (1985–1995), sowie in der aserbaidschanischen Nationalversammlung bei deren ersten drei Versammlungen. Dort war sie Mitglied des Kulturausschusses.
Als Opernsängerin sang sie die weiblichen Hauptrollen in verschiedenen aserbaidschanischen Opern wie zum Beispiel Leyli in Leyli va Madschnun von Üzeyir Hacıbəyov, Asli in Asli va Karam oder Arab Zangi in Şah İsmayıl von Müslüm Maqomayev. Darüber hinaus trat sie regelmäßig als Sängerin von traditioneller aserbaidschanischer Musik, Mugham, auf. Auch als Popsängerin war sie erfolgreich. Im Rahmen von Konzerten besuchte sie zahlreiche Länder in Europa und Asien, darunter Deutschland (1983). In Deutschland fanden die Konzerte in Kaiserslautern, Idar-Oberstein, Mainz und Ludwigshafen statt.

## Auszeichnungen
- 1975: Volkskünstler der Aserbaidschanischen Sozialistischen Sowjetrepublik[1]
- 1978: Volkskünstler der Armenischen Sozialistischen Sowjetrepublik[1]
- 1980: Volkskünstler der UdSSR
- 1988: Staatspreis der Aserbaidschanischen Sozialistischen Sowjetrepublik[1]
- 1996: Şöhrət-Orden
- 2006: İstiqlal-Orden
- 2016: Heydər-Əliyev-Orden[5]